# 大高出入口
大高出入口（おおだかでいりぐち）とは、愛知県名古屋市緑区大高にある名古屋高速3号大高線のインターチェンジである。

## 概要
当該出入口は都合3タイプが設けられ、市街地と直接連絡する出入口、名四国道（国道23号）と連絡する出入口、および、知多半島道路と連絡する出入口から構成されている。3タイプの入口は全て都心環状方面を向いており、名古屋南JCT方面に行くことはできない。出口も都心環状方面からの出口のみで、名古屋南JCT方面から3号大高線経由で市街地に降りることはできない。このため、接続先の高速道路から名古屋南JCT、3号大高線経由で最初の出口は呼続出口となる。なお、名四国道へのオフランプは豊明方面を向いており、逆の四日市方面へ行くことはできない。
料金は星崎TBで支払うため、当入口に料金所はない。

## 道路
- 名古屋高速3号大高線

## 接続する道路
- 直接接続
  - 名四国道（国道23号）[1]
  - 知多半島道路[1]
- 間接接続
  - 愛知県道23号東浦名古屋線（市道を介しての接続）[3]

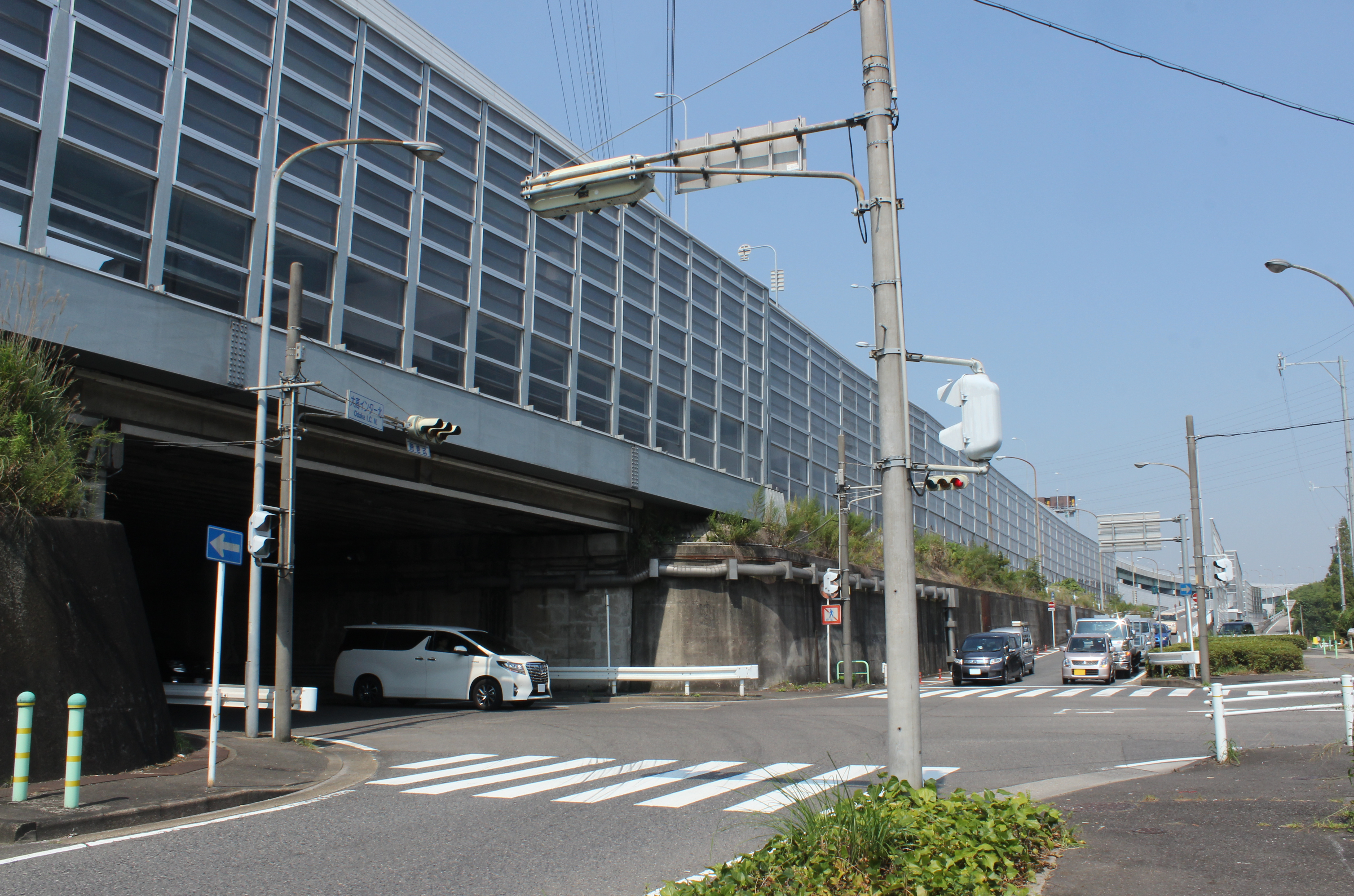
愛知県道23号と間接接続して大高周辺と名高速を連絡。
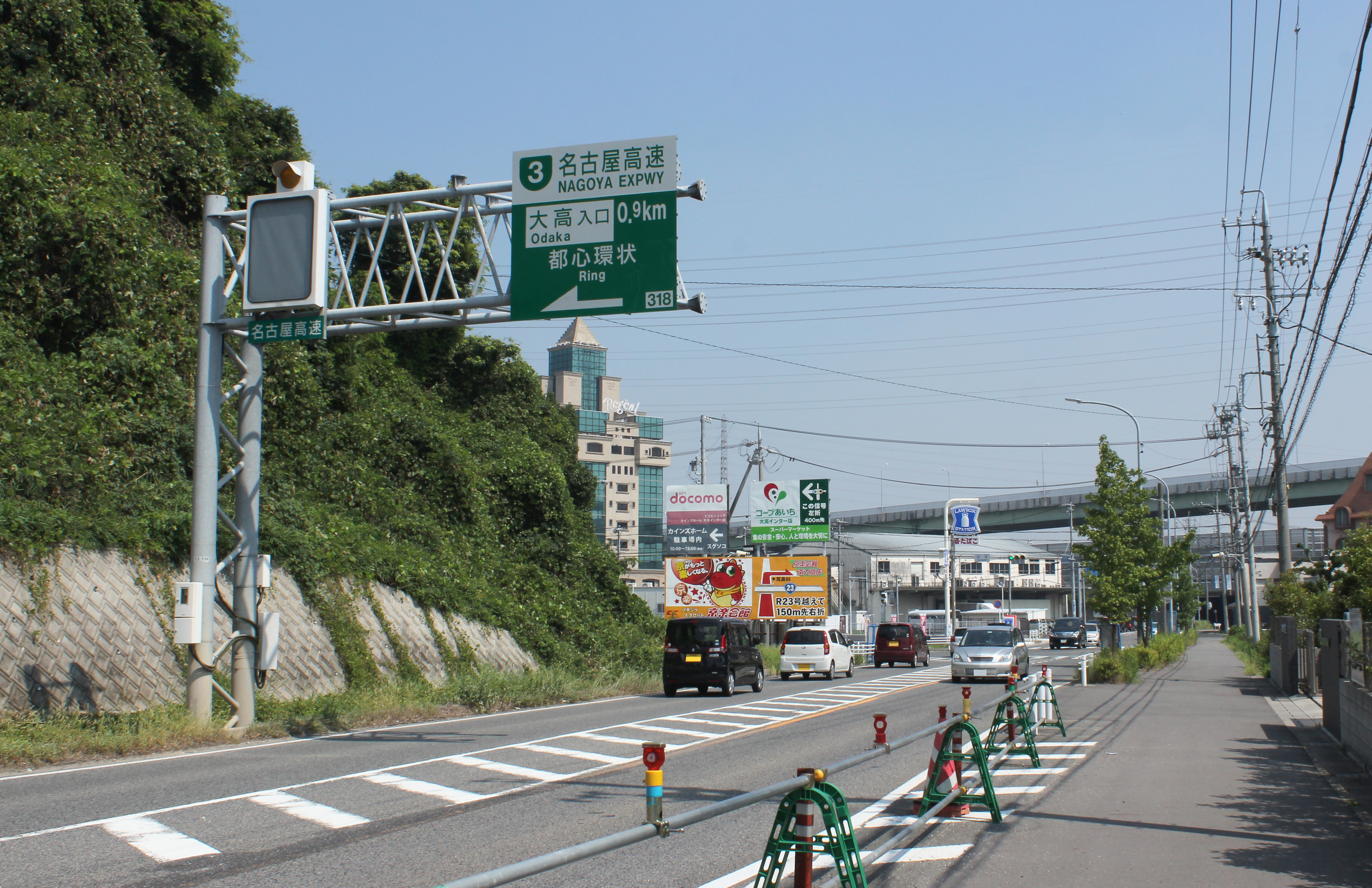
愛知県道23号に設置された大高入口への案内標識（奥の高架道路直下は名四国道大高ICだがこのICと大高入口は離れている）

## 歴史
1979年の開設当時は、名四国道と知多半島道路のみと接続し、市街地との出入口はなかった。計画当初は設置が検討されたが、線形やオフランプ位置変更により愛知県道23号東浦名古屋線と接続できなくなり、先の2箇所のみとされた（この時は、大高出入口が国道23号との出入口で、知多半島道路サイドは大高北出入口と呼称された）。だが、この道路構成では沿道の周辺住民が都市高速の恩恵を享受できず、利用に当たっては星崎入口（復路は笠寺出口）か名四国道の共和ICまで大回りする必要があって不便を強いられた。沿道周辺に出入口を設置する要望自体は3号大高線の供用開始以前から地元有力者および市議会議員を中心に出されていたが、1989年に伊勢湾岸自動車道が延伸決定されるに至って、大高線の終点位置変更と新たな出入口設置（計画時点では大高中出入口と呼称）が決定された。出路は旧大高北出口から分岐して市道に繋げ、入路は市道から旧大高北入口（知多半島道路連絡路）に繋げることとされ、1996年10月に出口が、1997年3月に入口が開設された。出入口設置にあたっては連絡する市道が新たに造成された。
なお、1971年の道路管理者協議において、将来の名四国道東京方面（いわゆる伊勢湾岸自動車道・新東名高速道路）との立体接続も考慮に入れた設計とするよう申し入れがあり、名四国道との出入口構成はこの可能性も考慮にいれた設計とされた。これは2003年の伊勢湾岸自動車道延伸における名古屋南JCTとの接続において実現している。

### 年表
- 1979年（昭和54年）7月25日 : 開設。国道23号と知多半道道路に接続[7]。
- 1996年（平成8年）10月14日 : 市街地と直接接続する大高出入口の出口が先行開設[8]。
- 1997年（平成9年）3月27日 : 入口が開設[8]。

## 周辺
- 大高ICを参照。

## 隣
名古屋高速3号大高線
(315) 星崎入口 - (308,318) 大高出入口 - 名古屋南JCT

## 施設外観

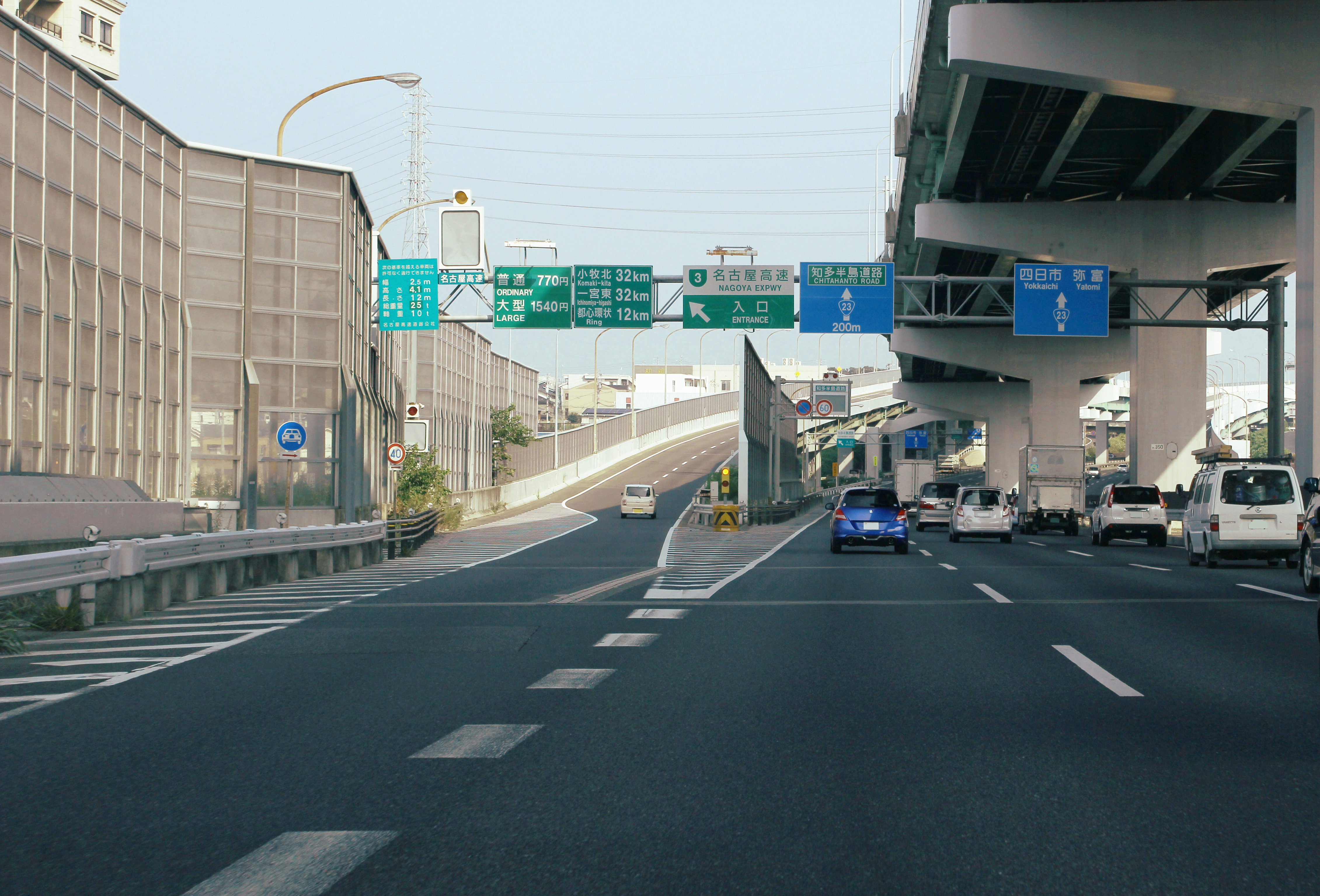
名四国道（国道23号）側の入口 （名四国道連絡路）
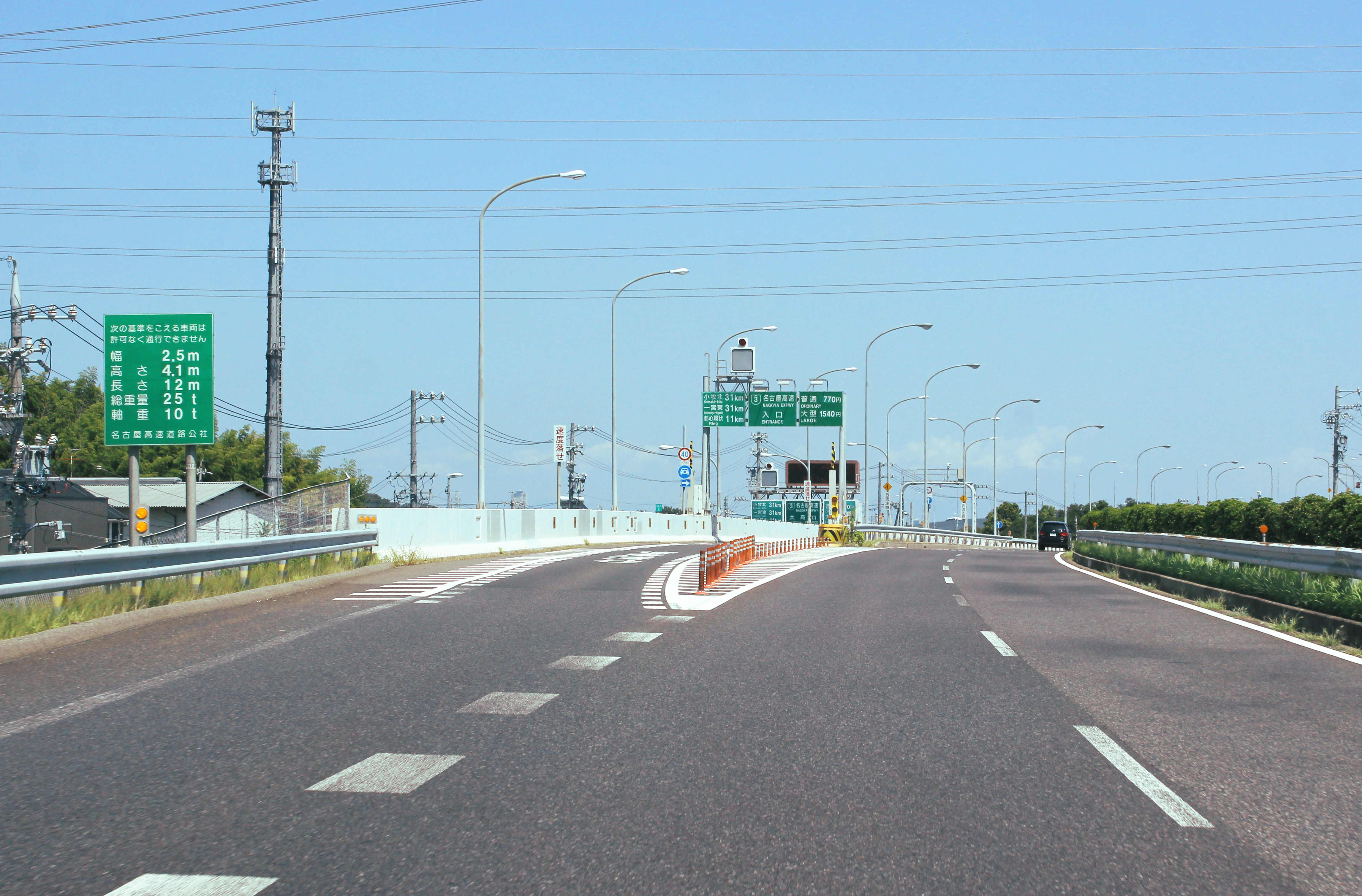
知多半島道路側の入口 （知多半島道路連絡路）
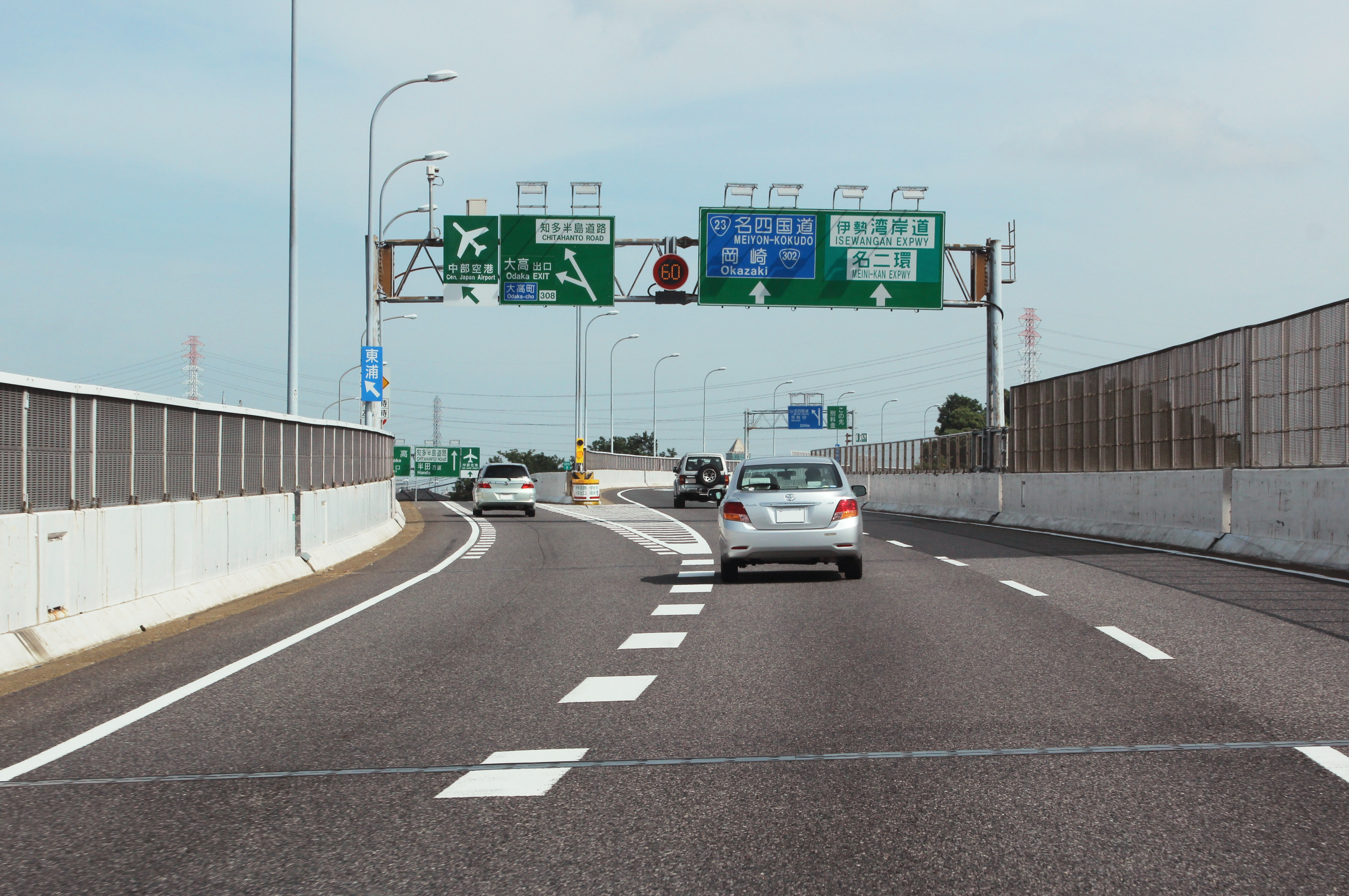
出口への最初の分岐路。市街地方面か名四国道岡崎方面かの二か所の出口を選択する。
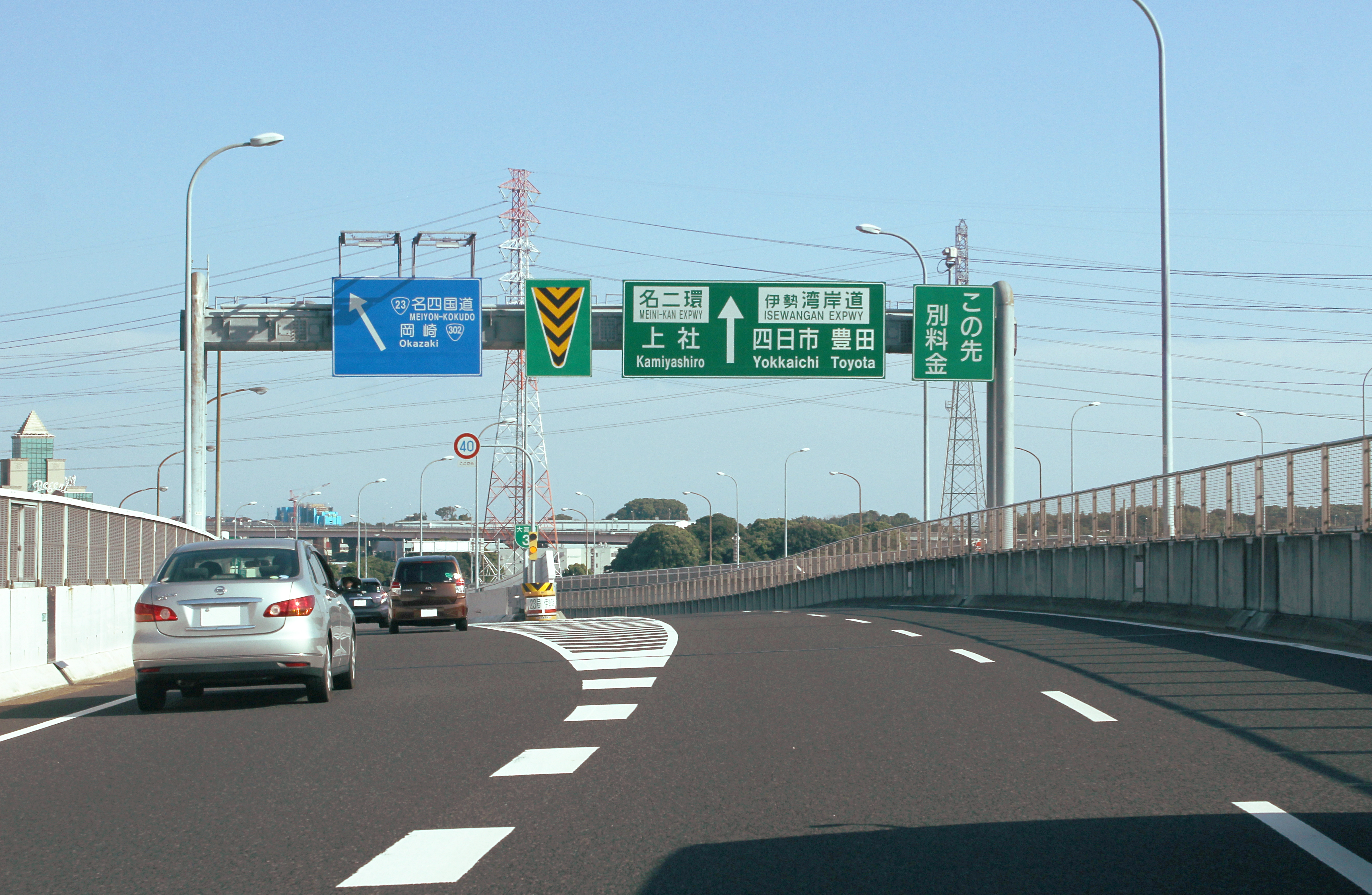
名四国道連絡路への分岐点。その先は名古屋南JCT。
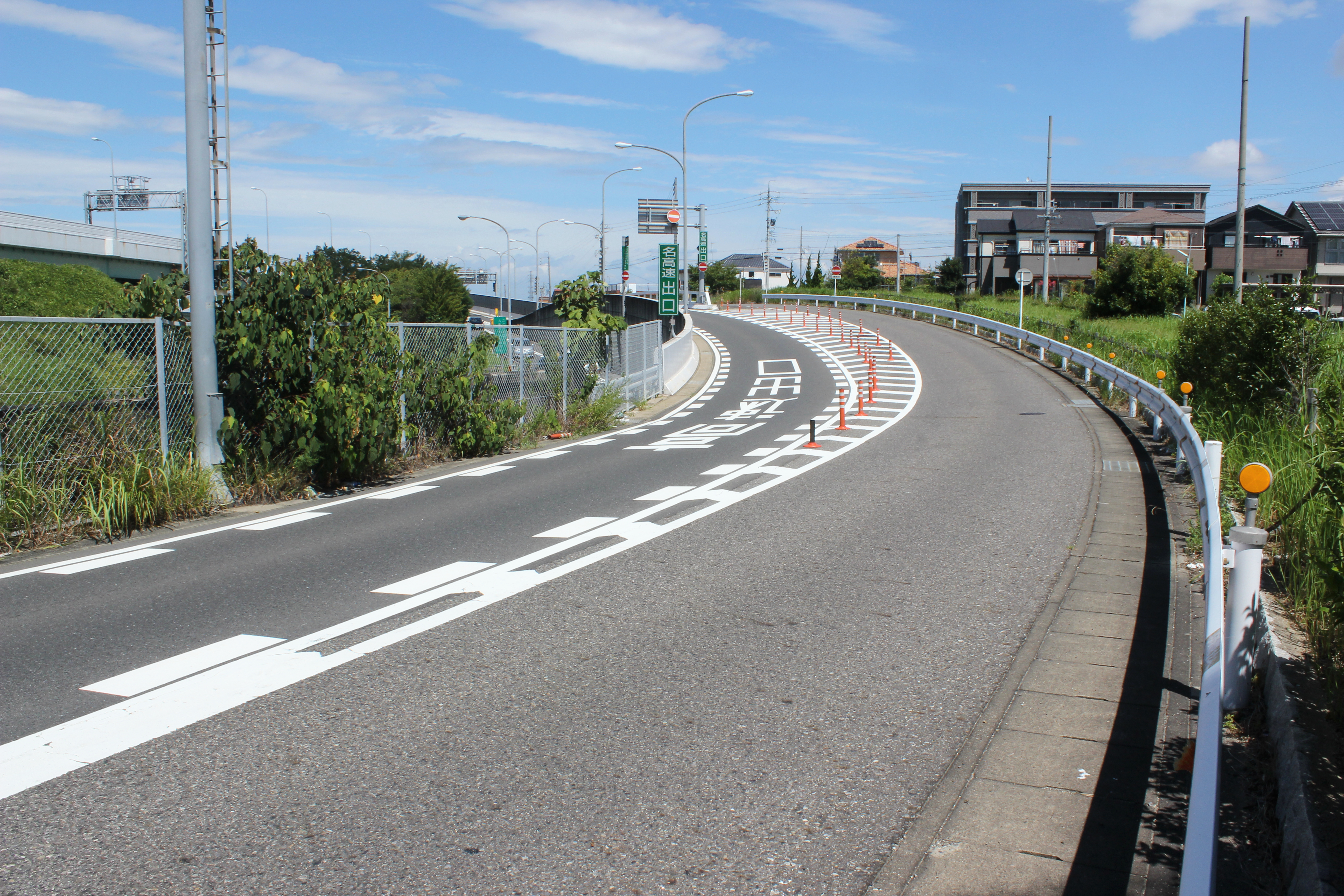
市街地への出口。一般道路と合流したのち、愛知県道23号に到達。